# Correnti del Partito Repubblicano (Stati Uniti d'America)
Il Partito Repubblicano è formato da varie correnti, spesso in contrasto reciproco ma ugualmente con alcune idee comuni. Le correnti del Grand Old Party sono informali e tuttora disorganizzate, non si avvalgono di propri nomi e giornali ed è tuttora difficile definire le loro idee precise, come anche per le correnti degli altri partiti statunitensi. Il periodo successivo alle ultime elezioni presidenziali ha portato alla luce le divisioni interne dei Repubblicani.
Il partito è diviso nei seguenti rami:
- i conservatori
  - i conservatori fiscali, che sostengono un controllo più severo della spesa pubblica;
  - i conservatori sociali, che adottano valori morali conservatori,
    - i teocon, a cui si identificano gli evangelici del sud del Paese, gli ebrei ortodossi, i mormoni e i cattolici tradizionalisti,
    - i patrioti, i nazionalisti e quelli orientati alla sicurezza del Paese e contro l'immigrazione illegale;

  - i libertari, molti dei quali aderiscono al Tea Party;
  - i difendenti dei diritti degli Stati federati, che sostengono il trasferimento di più competenze possibili dalla Stato federale agli Stati federati;
  - i neo-conservatori;
  - i paleo-conservatori.
- I moderati e i liberali;
  - i centristi, conservatori nei temi economici e progressisti nei temi sociali, appartengono a questo ramo i cosiddetti «Republican In Name Only» («Repubblicani solo nel nome») e i repubblicani degli stati del New England;
  - i membri di Log Cabin Republicans, organizzazione degli LGBT repubblicani.

## Ideologie

### Estremisti
Rappresentano l'estrema destra del Partito Repubblicano. Non hanno mai avuto le caratteristiche di una vera corrente, piuttosto di un movimento d'opinione, ma dopo l'elezione di Obama alla Casa Bianca hanno sempre più assunto una ideologia definita, un maggiore consenso dalla base del partito e un più forte sostegno da alcuni leader repubblicani, tanto che sono indicati con il nome di Tea Party. Essi si distinguono per un marcato populismo ed un orientamento conservatore radicale, in ambito fiscale, economico, religioso, ambientale e sociale. I massimi esponenti sono l'ex governatore dell'Alaska Sarah Palin, Michele Bachmann, l'ex-governatore del Texas Rick Perry. Sono fortemente criticati dall'ala moderata dei repubblicani, che vedono in loro un ostacolo nell'intercettare i voti dell'elettorato di centro.

### Trumpiani
Corrente nata intorno al 2016, dopo l'ingresso in politica di Donald Trump. I trumpiani non costituiscono una vera corrente di pensiero (vi sono infatti sia esponenti conservatori che esponenti moderati) ma sono sostanzialmente persone legate dal sostegno a Trump, di cui non hanno mai riconosciuto le responsabilità sui fatti di Capitol Hill e di cui hanno sostenuto la ricandidatura alle elezioni presidenziali negli Stati Uniti d'America del 2024. I principali esponenti di questa corrente, oltre ovviamente a Donald Trump, sono Steve Bannon, Vivek Ramaswamy, J. D. Vance, l'ex sindaco di New York Rudolph Giuliani e l'imprenditore Elon Musk.

### Tradizionalisti
Sono una delle correnti più antiche del conservatorismo, risalenti al nuovo umanesimo di Irving Babbitt e Paul Elmer More, gli agrari del Sud, T. S. Eliot, il distributismo britannico, e i primi neoconservatori (Russell Kirk, Richard M. Weaver e Robert Nisbet). I conservatori tradizionalisti sono a favore del rinnovamento educativo e culturale, del localismo, del comunitarismo civico, delle leggi naturali, della famiglia tradizionale, della fede e della società organica. Molti di loro sono accademici e scrivono per pubblicazioni come Modern Age, Humanitas, University Bookman, The Intercollegiate Review e Touchstone Magazine. Tra le loro organizzazioni vi sono l'Intercollegiate Studies Institute, l'National Humanities Institute, il Russell Kirk Center for Cultural Renewal, il Center for the American Idea, il McConnell Center e il Trinity Forum.
Sono tradizionalisti l'ex governatore del Michigan John Engler, l'ex senatore del Tennessee Fred Thompson, l'ex ministro dell'Energia Spencer Abraham, l'ex parlamentare dell'Illinois Henry Hyde, Thaddeus McCotter e Dave Camp dal Michigan, il presidente dell'Intercollegiate Studies Institute T. Kenneth Cribb, Jr., il giornalista Rod Dreher, il docente della Catholic University of America Claes G. Ryn, lo statesman del Kansas Caleb Stegall e il presidente dello Howard Center for Family, Religion and Society Allan C. Carlson.

### Conservatori

#### Neoconservatori
I neoconservatori sono a favore di una politica estera interventista, comprendendo anche l'azione militare preventiva contro precise nazioni nemiche in alcune circostanze. Sono stati i sostenitori più forti della seconda guerra del Golfo. Molti di loro erano inizialmente legati al Partito Democratico o erano visti come liberal, e oggi sono ritenuti artefici della conversione dei Repubblicani ad una più attiva politica estera. I neocon sono propensi ad azioni di attacco unilaterali, ad esempio con l'intento di esportare democrazia.
Pubblicazioni neoconservatrici comprendono Weekly Standard, Commentary, City Journal, National Affairs e New Criterion e tra le organizzazioni si annoverano il Project for the New American Century, l'American Enterprise Institute, il Manhattan Institute e lo Hudson Institute. Esponenti neocon di spicco sono l'ex vicepresidente USA Dick Cheney, l'ex segretario alla Difesa Donald Rumsfeld, oltre a Paul Wolfowitz, Douglas J. Feith, Charles Krauthammer, William Kristol e David Frum.

#### Paleoconservatori
Non sono molto presenti in attività politica, ma non nelle pubblicazioni (ad esempio The American Conservative e Chronicles) e in organizzazioni come il Rockford Institute e l'American Cause. Si tratta di tradizionalisti con forte diffidenza delle strutture di governo, che considerano uno “stato manageriale”, e delle moderne ideologie.
In genere sono conservatori sulle questioni sociali (porto d'armi, uso di droghe, multiculturalismo, immigrazione illegale) ma sono anche a favore del protezionismo e di una politica estera non-interventista. Alcuni di loro, tra cui Pat Buchanan, sono critici verso il North American Free Trade Agreement (NAFTA) e i neocon, considerati autori dell'attuale crisi del GOP. Proprio Buchanan, dopo la sconfitta alle primarie del 1992 e del 1996, ha provato a correre da solo alle elezioni presidenziali del 2000. Oltre a Buchanan, si fanno notare tra i paleoconservatori anche l'editore del Chronicles Thomas Fleming, Scott P. Richert e i giornalisti Joe Sobran, Robert Novak e Bill Safire.

#### Conservatori fiscali
Sostengono una larga riduzione delle spese governative (specie nei programmi sociali), il taglio delle tasse, il ripianamento di bilancio, la riduzione del deficit, il pagamento del debito nazionale, il libero scambio e una minore regolazione dell'economia (questi ultimi due punti fin dal 1945). Molti degli attuali conservatori fiscali sono ancora favorevoli alla supply-side economics.
Tra gli esponenti maggiori di questa corrente vi sono Dick Armey, l'ex governatore della Carolina del Sud Mark Sanford, l'ex governatore della Florida Jeb Bush, il deputato Mike Pence, l'ex senatore Jack Kemp, il senatore dell'Oklahoma Tom Coburn, l'editore Steve Forbes e l'attivista Grover Norquist. I conservatori fiscali sono stati in primo piano nelle elezioni del 2010.

#### Conservatori sociali
Esponenti della “destra cristiana”, formata da protestanti radicali, cattolici conservatori 
ed evangelici, attualmente costituiscono una delle correnti maggiori del partito e si ispirano alla dottrina del conservatorismo sociale.
Si oppongono quindi all'aborto, a teorie "disinvolte" di evoluzione biologica, al matrimonio omosessuale e alla ricerca sulle cellule staminali embrionali,.
Una delle figure di spicco è stata senza dubbio Pat Robertson, John Ashcroft, il senatore del Kansas Sam Brownback, al pari dell'ex senatore della Pennsylvania Rick Santorum, dell'ex governatore dell'Arkansas Mike Huckabee e dell'ex governatrice dell'Alaska Sarah Palin e degli ex presidenti Ronald Reagan e George W. Bush.
Gruppi riconducibili sono la National Federation of Republican Assemblies, e al partito e allineata la Christian Coalition of America.
Vi sono anche i teocon Michael Novak, George Weigel e Richard John Neuhaus, che uniscono visioni giudaico-cristiane radicali con l'idea neoconservatrice di "capitalismo democratico".
I conservatori sociali promuovono i valori culturali e morali tradizionali del Paese nel tentativo di mantenere un certo status nella società americana, e prendono decise posizioni sui ruoli dei sessi, diffidano dell'affirmative action, del controllo delle armi e dell'immigrazione illegale, e sostengono il potenziamento delle forze dell'ordine; tali idee li hanno spesso schierati contro l'ala libertaria dei repubblicani. Sono spesso detti Teocon.

### Moderati
Sono noti per essere fiscalmente conservatori e socialmente liberal, oppure socialmente conservatori e fiscalmente centristi. Spesso condividono le stesse visioni in economia degli altri repubblicani (controllo del bilancio, taglio delle tasse, libero scambio, deregulation, riforma del welfare), ma differiscono dagli altri per l'apertura verso i diritti dei gay, l'aborto, il controllo delle armi, l'ambiente, i fondi per l'educazione pubblica, l'immigrazione, l'abolizione della pena di morte, i diritti civili, la ricerca sulle cellule staminali e il non-interventismo. Alcuni di loro sono critici verso la politica estera militarista e quella fiscale dell'ex presidente George W. Bush. Altri sostengono le spese sui servizi sociali, ed altri ancora mirano a politiche fiscali più centriste, sulla falsariga di Nelson Rockefeller. Sono anche a favore di una politica interventista meno aggressiva rispetto ai neocon. Il peso dei moderati nel GOP è andato scemando negli anni novanta, anche se riscuotono ancora consensi nel Nord-Est e sulla costa pacifica. 
Governatori dell'ala moderata repubblicana sono George Pataki, William Weld, Paul Cellucci, Jodi Rell, Jim Douglas, Donald Carcieri. Vi sono anche i senatori Susan Collins e Olympia Snowe dal Maine, Scott Brown dal Massachusetts, l'ex governatore della California Arnold Schwarzenegger e gli ex candidati alla presidenza Bob Dole e John McCain. Le altre correnti repubblicane li etichettano spesso come "Republican In Name Only", repubblicani solo di nome. La Republican Main Street Partnership è una rete di questa corrente moderata, come il Republican Leadership Council.

### Libertari
La corrente libertaria dei repubblicani enfatizza il libero mercato e minori controlli sulla società. Come i conservatori fiscali si oppongono alle spese governative, alle regolamentazioni e alle tasse, e a differenza di altri membri del partito (soprattutto i conservatori sociali) sono a favore dei diritti dei gay, della ricerca sulle cellule staminali e dell'aborto, ma anche delle privatizzazioni e del libero scambio.
I repubblicani libertari sono rappresentati dal Republican Liberty Caucus, in cui sono coinvolti anche esponenti del Partito Libertario, in modo da aumentare l'influenza del libertarianismo nel partito. La corrente vede come maggiori portavoce gli ex candidati alla presidenza Barry Goldwater e Ron Paul, ma anche Jeff Flake, l'ex senatore Robert Taft, l'ex governatore della Carolina del Sud Mark Sanford, l'ex governatore del Nuovo Messico Gary Johnson, e personaggi televisivi come Tucker Carlson e Dennis Miller. Attualmente, l'esponente più coerente di questa corrente è il Senatore del Kentucky, Rand Paul, figlio dell'ex deputato Ron Paul.
Dal punto di vista intellettuale si rifanno a Friedrich Hayek, Milton Friedman e alla Scuola austriaca di economia, tra i primi a sostenere il laissez-faire sul piano economico e sociale. Uno degli esponenti più famosi di questa corrente, seppur solo come elettore (con una parentesi comunque negli anni ottanta come sindaco di Carmel-by-the-Sea) è l'attore e regista Clint Eastwood.
Una variante del libertarismo è il paleolibertarismo, che unisce posizioni conservatrici sui temi etici ed isolazioniste in politica estera ad altre libertarie e antistataliste sui temi economici.
Principale esponente di questa corrente è stato Justin Raimondo

### Progressisti
Negli anni trenta le espressioni "liberal" e "conservatori" si riferivano rispettivamente a sostenitori ed oppositori del New Deal. Molti repubblicani facevano capo all'ala conservatrice, a parte quelli del Nord-Est, che pure ne denunciavano corruzione ed inefficienza.
Ancora oggi, come esiste una fazione conservatrice del Partito Democratico (la Blue Dog Coalition), così avviene il contrario nel Partito Repubblicano. I membri di questa corrente del GOP sono spesso chiamati Rockefeller Republican oppure con il più offensivo Republican in Name Only (così sono chiamati anche i moderati). Repubblicani di tendenza liberal sono stati Fiorello La Guardia, George Norris, Harold Stassen, Wendell Willkie, Alf Landon, Thomas E. Dewey, Nelson Rockefeller ed Earl Warren e, forse, anche Richard Nixon. L'ala sinistra del partito ha cominciato a perdere consensi sin dagli anni ottanta, con il ritiro dalle scene di questa corrente oppure con le sconfitte avute sia dai repubblicani conservatori che dai democratici.
I repubblicani liberal, ad esempio Jim Jeffords, Amo Houghton, Jim Leach, l'ex senatore di Rhode Island Lincoln Chafee, l'ex segretario di Stato Colin Powell, l'ex sindaco di New York Michael Bloomberg (poi divenuto indipendente) e l'ex governatore della California Arnold Schwarzenegger da una parte sono conservatori o moderati fiscalmente, ma sono anche a favore dell'aborto, dei diritti dei gay, del controllo delle armi e contro la pena di morte.